# Митенево
Митенево (рос. Митенево) — присілок в Калінінському районі Тверської області Російської Федерації.
Населення становить 221 особу. Входить до складу муніципального утворення Верхнєволзьке сільське поселення.

## Історія
Від 2005 року входить до складу муніципального утворення Верхнєволзьке сільське поселення.

## Населення
| 1859 | 1886 | 1919 | 1997 | 2002 | 2010 |
| ---- | ---- | ---- | ---- | ---- | ---- |
| 153  | ↗253 | ↗354 | ↗366 | ↘276 | ↘221 |